# 乔纳森·艾维
乔纳森·保罗·艾维爵士，KBE（1967年2月27日—），又稱乔尼·艾维（Jony Ive），是来自英國的设计师，曾担任苹果公司的首席设计官（chief design officer），主管产品设计和人机界面设计。
他是許多蘋果公司產品的主要設計者與概念發想者，包括Macbook Pro、iMac、MacBook Air、iPod、iPod touch、iPhone和iPad等，並多次參與为苹果产品解说。
2019年11月，伊夫從蘋果公司離職，並與設計師马克·纽森（Marc Newson）共同創立新設計公司LoveFrom，並繼續為客戶蘋果公司提供設計服務。伊夫於2022年7月結束與蘋果公司的關係。伊夫的公司io被OpenAI收购，伊夫加入OpenAI。

## 生活
伊夫曾就讀於清福德基礎學校（Chingford Foundation School）和華頓高中（Walton High School）。接著他在纽卡斯尔理工学院（Newcastle Polytechnic， 今諾森布里亞大學（Northumbria University）研讀工業設計。在就讀華頓高中時，他就已經從父親身上學到了許多技術和繪畫技巧。伊夫在中學時代就認識了他的妻子海瑟·佩格（Heather Pegg）。他們在1987年結婚，育有一對雙胞胎兒子，現居於美國加州舊金山。
伊夫曾說他在14歲時就知道自己對「畫出和製作東西」有興趣。設計這件事一直存在於他的心中，但他不確定未來將會設計什麼。他的興趣非常廣泛，從傢俱和珠寶到船隻與汽車。他過去從來不確定自己的興趣會對人生有什麼影響。直到他遇見了許多專業設計師，他才確定自己想要繼續研讀工業設計。

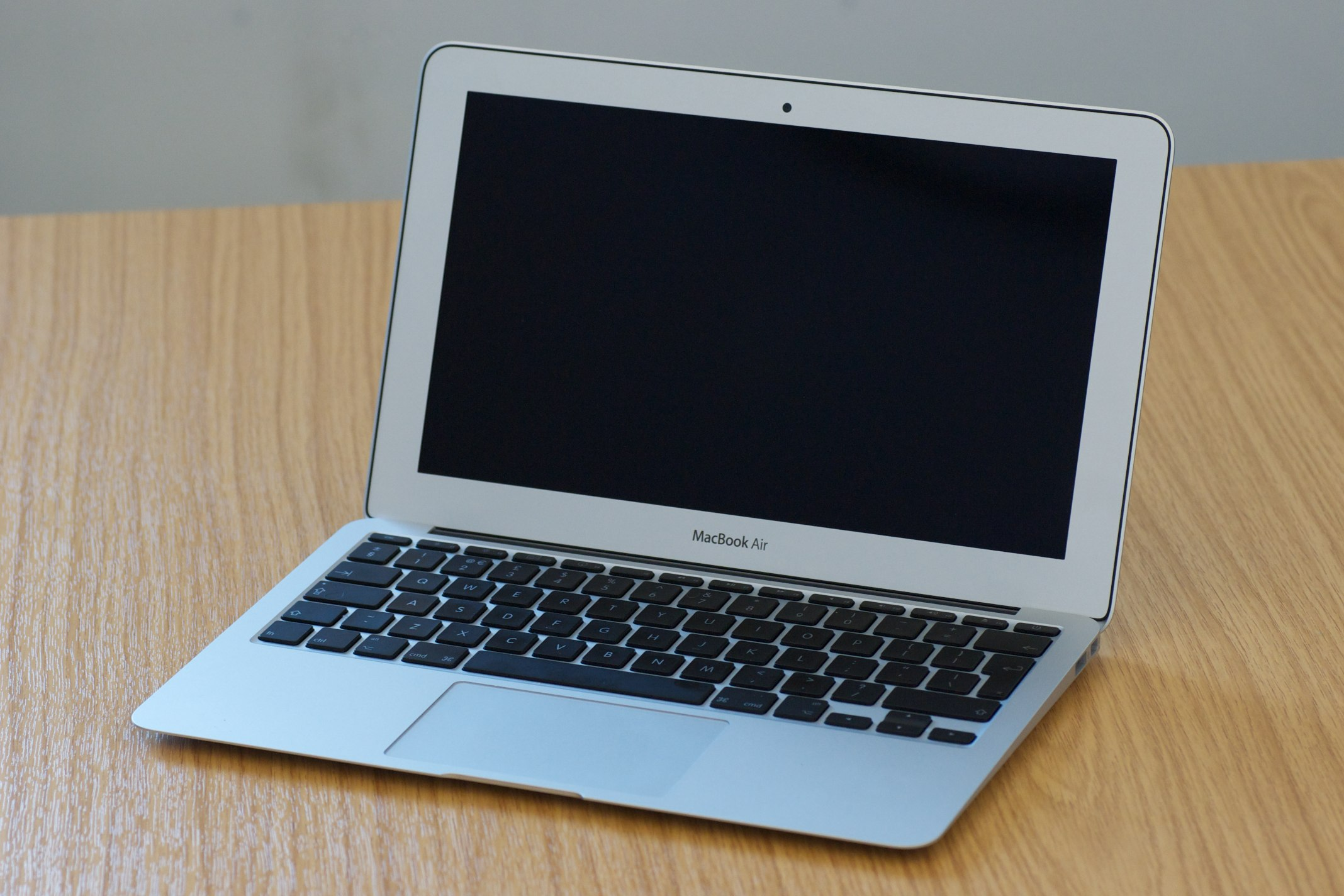
乔纳森领导设计的 Macbook Air

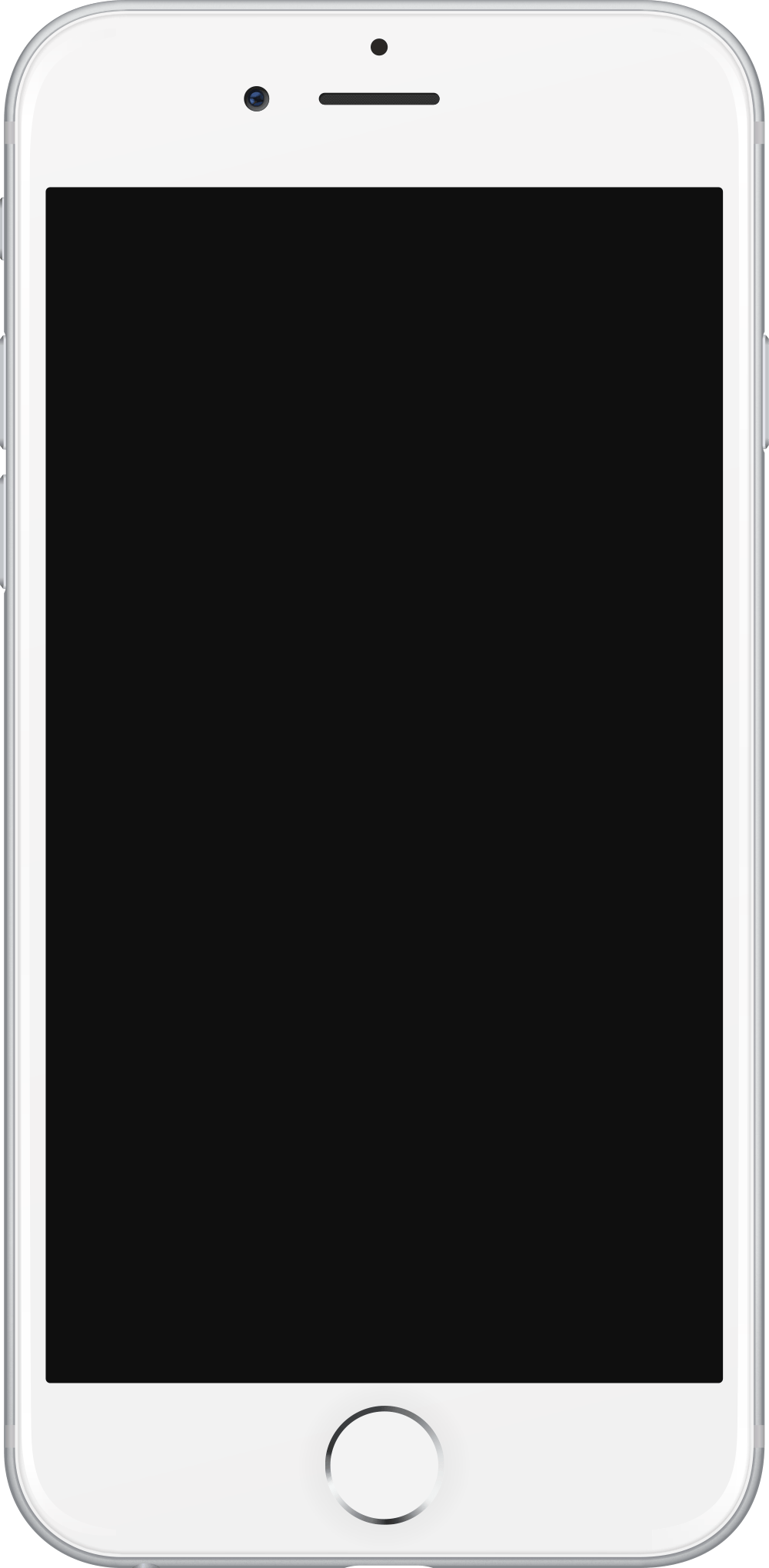
乔纳森领导设计的 iPhone 6

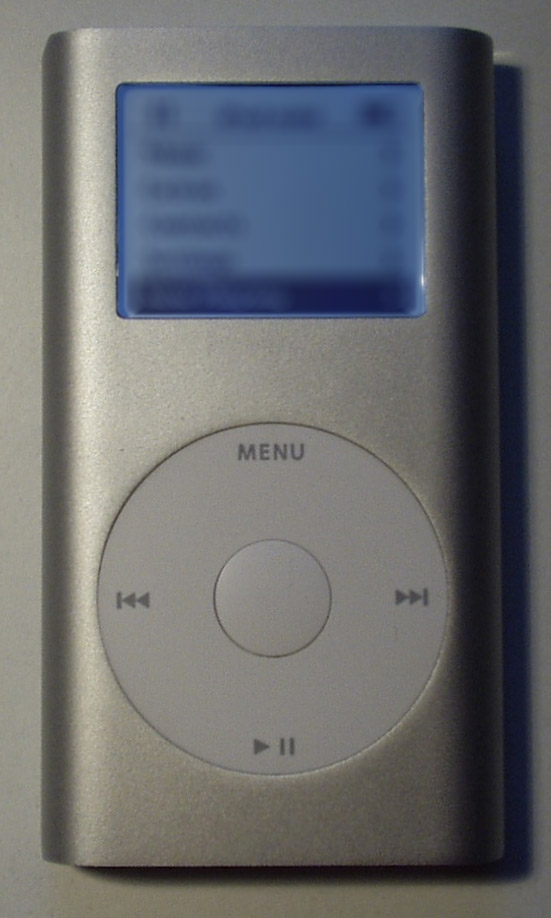
乔纳森领导设计的 iPod.

伊夫曾表示在大學時開始認識麥金塔電腦是他的轉捩點之一。具體來說，最重要的是他從蘋果使用者經驗中獲取的正面感受，他認為這是與當時電腦設計缺少創意截然不同的體驗。
由于声音较为磁性，他也曾多次为苹果公司的片子配音。但乔纳森很少在媒体面前亮相，甚至几乎没有接受采访。

### 工作嗜好
艾维以无私著名，在一次访问中，他总指出让他获得名望的产品中多少是由团队合作完成的。他在业余时间會编写电子流行乐曲（techno-pop）。

### 座右铭
艾维常说：
“大多数的时候，设计是以最直覺的方式把产品的特色传递到人们的脑中。”
在介绍iOS7的视频中，他说：
真正的简约不只是删繁就简，而是在纷繁中建立秩序。

## 事業
畢業之后，他建立了他个人的橘子设计工作室。苹果电脑是他的客户之一，他让苹果产生的深刻印象使他在1992年获得在库比提诺总部工作的机会，以扭转苹果日渐衰弱的设计部门。
但在史蒂夫·乔布斯（Steve Jobs）回归蘋果公司之前，艾维可说是英雄无用武之地，甚至好几次萌生退意，直到1997年，蘋果收購NeXT，乔布斯回到蘋果接任執行長后，大刀阔斧地进行改革，艾维才得以受以重任。
2015年7月，乔纳森·艾维正式被任命爲“首席設計長”（Chief Design Officer）。
2019年6月，乔纳森宣布在年内离开苹果，创办自己的设计公司LoveFrom，并继续为客户苹果公司提供设计服务。苹果股价因此下跌1%。 同年11月底，他的名稱不再在蘋果網站（Apple Leadership）看得到。
2022年7月，苹果公司终止了与乔纳森的咨询协议，从而结束了乔纳森与苹果公司的关系。

### 获奖
- 艾维是英國倫敦设计博物馆（Design Museum）2003年年度设计师大奖的获得者。他擁有超过300件设计专利。[11]

- 2006年，他獲頒英女皇伊利沙伯二世頒授CBE勳銜。

- 2012年元旦授勳名單中，他再獲KBE勳銜，成為爵士。

### 作品
在加入蘋果電腦之後，乔纳森·艾维參與了該公司大多數產品的設計，其代表作包括令蘋果電腦起死回生的iMac系列，全球銷量達六千八百萬部的數碼音樂播放器iPod系列與2007年6月11日於美國開售的iPhone，与他设计的其它产品Power Mac G4 Cube和Power Mac G5同样知名。
在史考特·福斯托（Scott Forstall）離開蘋果後，乔纳森接手iOS的界面設計。2013年的蘋果公司全球軟體開發者年會首次推出了其負責的新iOS版本——iOS 7。

## 评价
《财富》杂志把乔纳森·伊夫评选为世界上最聪明的设计师：“每个漫步在纽约市现代艺术博物馆或巴黎蓬皮杜国家艺术中心的人，都会看到他早期的代表产品。但与大多数博物馆里的创新家不同，伊夫能够将他的智慧融入设计中，并为大众所喜爱——包括他那要求严苛的老板。他的确非常聪明。”最重要的一点还在于：“乔纳森‧伊夫不仅为苹果公司，而且给更广阔的设计界设定了方向。”
長期為德國家電製造商百靈（Braun）及英國家具公司Vitsœ操刀產品設計的德國工業設計師迪特·拉姆斯（Dieter Rams），在工業設計紀錄片《Objectified》中曾表示蘋果是唯一一家遵循他「好的設計」（gutes Design）原則去設計產品的公司。乔纳森·伊夫主導設計的產品大多帶有迪特·拉姆斯風格及理念。